# Kanton Plérin
Plérin is een kanton van het Franse departement Côtes-d'Armor. Het kanton maakt deel uit van het arrondissement Saint-Brieuc.

## Gemeenten
Het kanton Plérin omvat de volgende gemeenten:
- Plérin (hoofdplaats)
- Pordic
- Trémuson

Bij de herindeling van de kantons door het decreet van 13 februari 2014 met uitwerking op 22 maart 2015 werd daar de gemeente Tréméloir aan toegevoegd. Deze werd op 1 januari 2016 toegevoegd aan de gemeente Pordic die daardoor het statuut van commune nouvelle kreeg.